# Аделан-э-ле-Валь-де-Битен
Адела́н-э-ле-Валь-де-Бите́н (фр. Adelans-et-le-Val-de-Bithaine) — коммуна во Франции, находится в регионе Франш-Конте. Департамент — Верхняя Сона. Входит в состав кантонов Люр-Нор и Со. Округ коммуны — Люр.
Код INSEE коммуны — 70004.

## География
Коммуна расположена приблизительно в 330 км к юго-востоку от Парижа, в 60 км северо-восточнее Безансона, в 21 км к северо-востоку от Везуля.
По территории коммуны протекают реки Колонбина, Бурбье (фр. Bourbier) и Бовье (фр. Bauvier).

## Население
Население коммуны на 2010 год составляло 309 человек.
| 1962 | 1968 | 1975 | 1982 | 1990 | 1999 | 2010 |
| ---- | ---- | ---- | ---- | ---- | ---- | ---- |
| 197  | 200  | 183  | 219  | 285  | 251  | 309  |

## Администрация
| Период | Период | Фамилия       | Партия | Примечания |
| ------ | ------ | ------------- | ------ | ---------- |
| 1954   | 1994   | Анри Магре    |        |            |
| 1994   | 2001   | Мишель Моннен |        |            |
| 2001   | 2008   | Элиан Оливье  |        |            |
| 2008   | 2014   | Поль Марто    |        |            |

## Экономика
В 2010 году среди 203 человек трудоспособного возраста (15—64 лет) 146 были экономически активными, 57 — неактивными (показатель активности — 71,9 %, в 1999 году было 62,5 %). Из 146 активных жителей работали 128 человек (73 мужчины и 55 женщин), безработных было 18 (8 мужчин и 10 женщин). Среди 57 неактивных 21 человек были учениками или студентами, 19 — пенсионерами, 17 были неактивными по другим причинам.

## Достопримечательности
- Аббатство Нотр-Дам-де-Битен (XII век). Исторический памятник с 1995 года[3]

## Фотогалерея

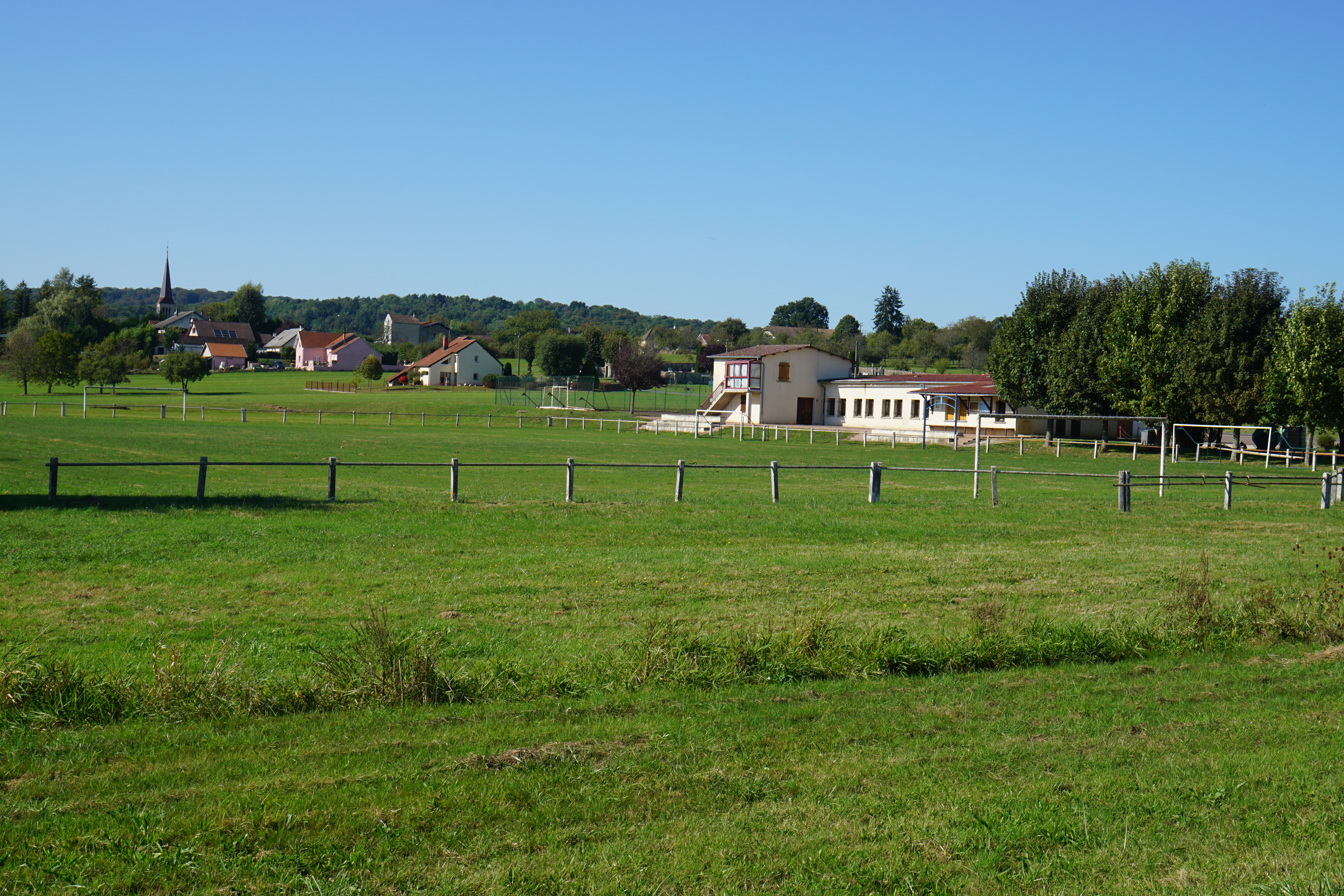
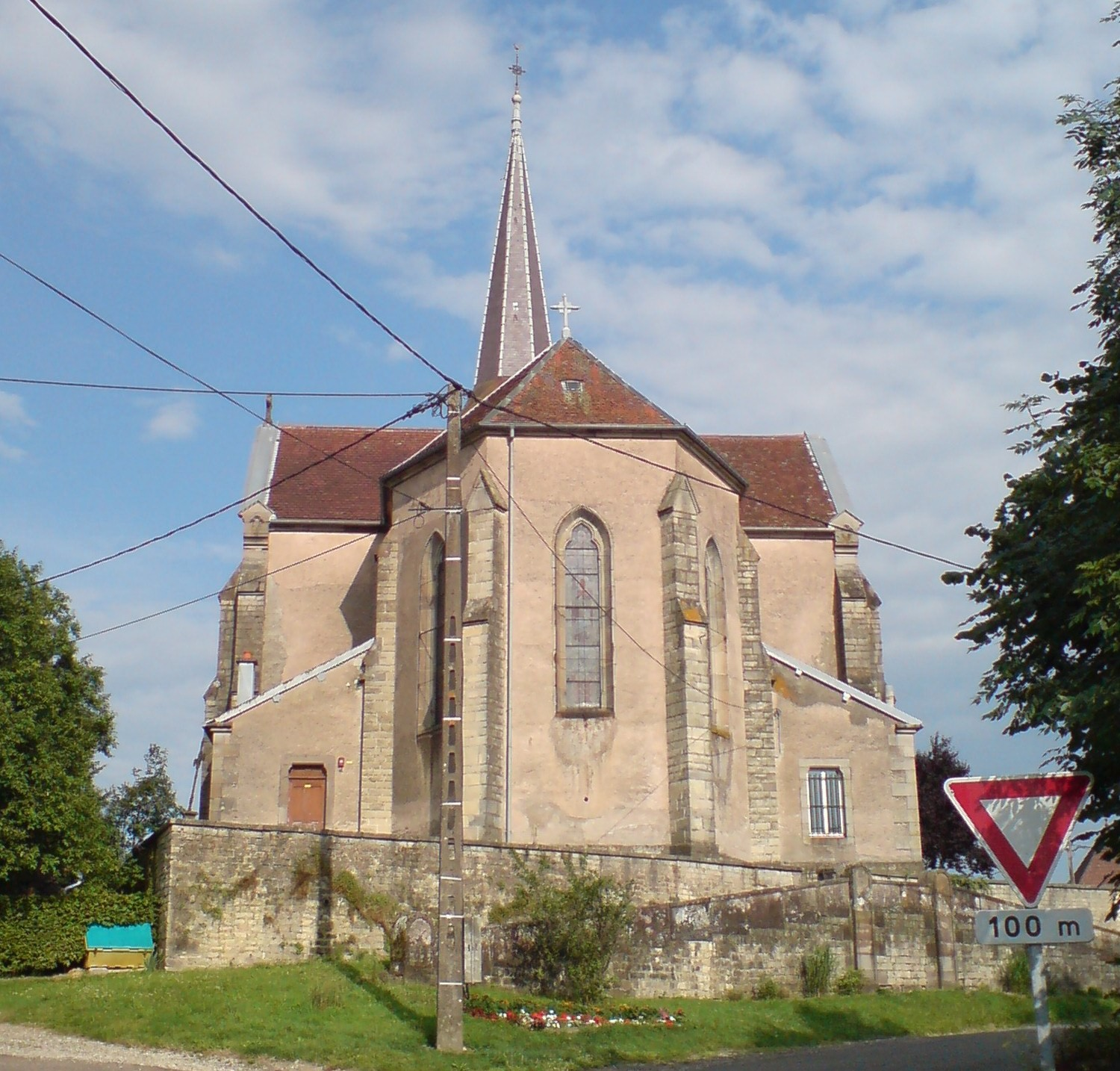
Церковь
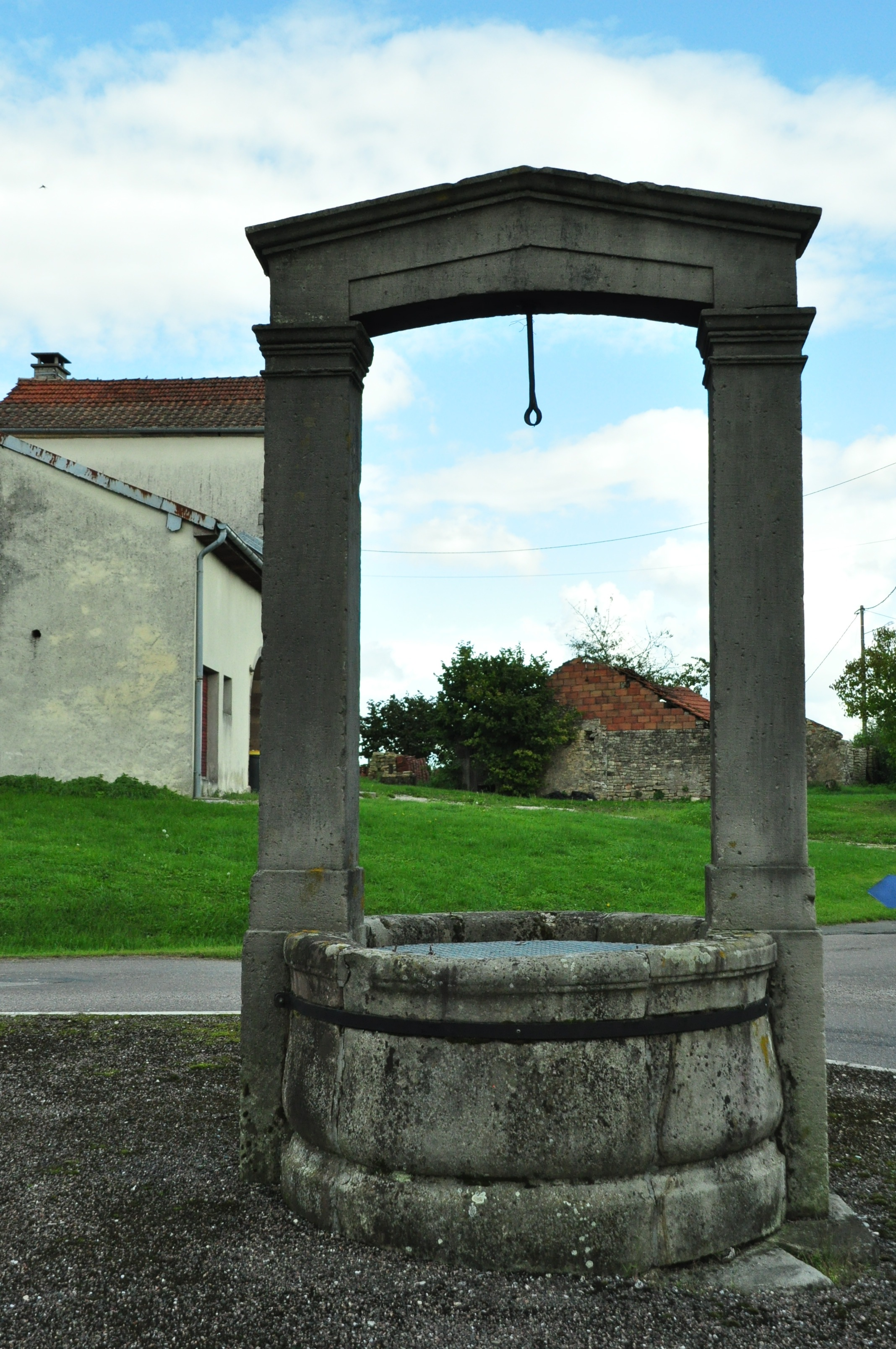
Колодец
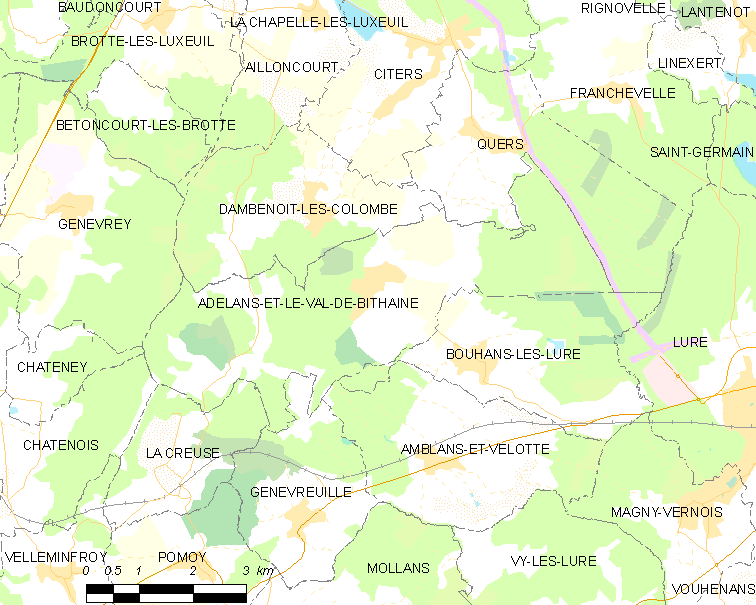
Карта коммуны